# Florian Trinks
Florian Trinks (Gera, 11 marzo 1992) è un ex calciatore tedesco, di ruolo centrocampista.

## Caratteristiche tecniche
È un trequartista.

## Carriera

### Club
Trascorre le giovanili nel 1. Fußball Club Gera 03 e nel Carl Zeiss Jena prima di approdare tra le file del Werder Brema nel 2006. Nel 2011 viene aggregato in prima squadra giocando le prime partite in Bundesliga.

### Nazionale
Ha giocato nelle nazionali giovanili tedesche Under-16, Under-17, Under-18, Under-19 ed Under-20.